# Na dnie twojego serca
Na dnie twojego serca – piosenka Sebastiana Riedla i Cree trzecia z kolei i pierwszy singel z albumu Heartbreaker. Bluesrockowa ballada opowiada o pragnieniu miłości obecnym w każdym człowieku. Teledysk do utworu został nakręcony w Pałacu Kotulińskich w Czechowicach-Dziedzicach, a opublikowano go w serwisie Vevo dnia 12 czerwca 2015.

## Lista utworów
| 1. | "Na dnie twojego serca" (Radio Edit) | 4:00  |
|    |                                      |       |
|    |                                      | 04:00 |
|    |                                      |       |

## Notowania
- Przebojowa Lista – Radio Via: 1[3]
- Lista Przebojów Polskiego Radia PiK: 2[4]
- Lista Przebojów Trójki: 24[5]